# Eliáš Lányi
Eliáš Lányi (Lány, Láni) (1570/75, Slovenské Pravno – 5. listopadu 1618, Bytča) byl církevní hodnostář, učitel, básník a spisovatel.
Pocházel z měšťanské rodiny, jejíž kořeny sahají pravděpodobně do původem šlechtického rodu Jacoby-Lány z 12. století. Narodil se ve Slovenském Pravně a je považován za zakladatele té části šlechtického rodu Lányi, který používal přídomek Turocensis-Turčanský. Po studiích na domácích školách byl vysvěcen na kněze. Působil jako učitel a evangelický kazatel v Jelšavě a Mošovcích a poté zastával v letech 1602-1608 úřad turčanského seniora. V roce 1605 jej uherský palatin hrabě Jiřím Thurzo povolal do Bytče do úřadu rektora bytčanského lycea a za vychovatele Imricha Thurzo. Od roku 1608 působil u palatinova dvora jako jeho dvorní osobní kazatel a rádce (pro náboženské záležitosti) a byl zvolen trenčínským seniorem. Na Žilinské synodě v roce 1610, kde patřil k nejaktivnějším účastníkům, byl pak zvolen prvním superintendentem evangelické církve v Horních Uhrách; do úřadu byl uveden v Žilině dne 30. března 1610. Eliáš Lányi se stal jednou z nejvýznamnějších osobností evangelické církve v Uhrách a do dějin se zapsal rovněž jako významný manýristický básník a spisovatel.
- V roce 1609 byl Eliáš Lányi se svým bratrem Danielem povýšen do šlechtického stavu, obdržel erb, armáles vydal Matyáš Habsburský v Prešpurku (Bratislavě) a veřejně ho vyhlásili v Turci v roce 1614.

## Dílo a význam
- Společně s dalšími dvěma superintendenty přeložil z německého jazyka do slovenštiny Katechismus Martina Luthera. Překlad věnoval Jiřímu Thurzovi a jeho manželce Alžbětě Czoborové, kteří jej nechali vydat tiskem a zavedli do užívání celé evangelické církve.
- Psal humanistické traktáty (také o ideální vrchnosti - uvedené jako kázaní při pohřbu hraběte Jiřího Thurzo), duchovní písně a homiletická díla, z nichž některá vyšla tiskem.
- Podporoval vzdělání a kulturu. S odkazem na náboženskou svobodu odmítal obrazoborectví a zdůrazňoval užitkovou a didaktickou funkci chrámové výtvarné tvorby. Zasloužil se tak o záchranu výtvarných děl na Spiši a v Šariši.
- Svá díla a spisy někdy publikoval pod pseudonymem Petrus Petschius.